# Cuisine awadhie
La cuisine awadhie ou cuisine de l'Awadh (en hindi : अवधी खाना ; en ourdou : اودھی کھانا) est originaire de la ville de Lucknow, la capitale de l'état de l'Uttar Pradesh en Inde.

## Caractéristiques
Elle est composée de mets végétariens et non végétariens.
La cuisine de l'Awadh a été influencée par les techniques de la cuisine moghole, et la cuisine de Lucknow a beaucoup de similarités avec celles de Perse, du Cachemire, du Penjab et de la région d'Hyderabad.
La méthode de cuisson lente à feu doux est représentative de Lucknow de nos jours. Elle donne des plats élaborés comme les kebabs, korma, biryani, kaliya, kulcha, zarda, sheermal, paratha ou les rotis. La richesse de la cuisine de l'Awadh est aussi due au choix des ingrédients comme le mouton ou le panir, et l'utilisation d'épices comme la cardamome et le safran.

## Recettes de la cuisine awadhie
Voici une liste de recettes de la cuisine awadhie.
- Almond kulfi
- Almond seera
- Badam halwa
- Boondi raita
- Carrot halwa
- Chicken korma
- Dahi gosht
- Fish kebab
- Galouti kebab
- Green peas paratha
- Gujia
- Gulab jamun
- Gulkand peda
- Imarti
- Indian keema
- Jalebi
- Kachori
- Kaddu ki kheer
- Kanji ke vade
- Kathi kebab
- Kele ki sabzi
- Khaja
- Kofta curry
- Kurmura ladoo
- Kuttu paratha
- Lachcha paratha
- Lamb kebab
- Malai kofta
- Mango burfi
- Methi oarathas
- Moong dal halwa
- Motichoor ladoo
- Murgh musallam
- Mushroom biryani
- Mutton kabab
- Naan
- Nargisi kofta
- Navratan korma
- Navratan pulao
- Nawabi curry
- Palak paneer
- Paneer korma
- Paneer stuffed tomatoes
- Paneer tikka
- Papri
- Peas pulao
- Phirni
- Rabdi
- Samosa
- Shahi paneer
- Shami kabab
- Tahari
- Thandai
- Til papdi
- Vegetable biryani
- Vegetable pulav
- Yakhni pulav
- Zafrani kheer
- Zamin doz machhli

## Galerie de plats de l'Awadh

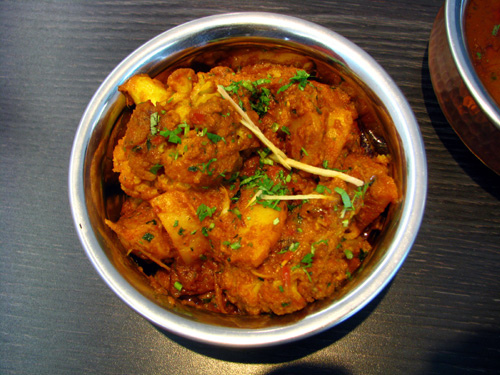
Alu gobhi.
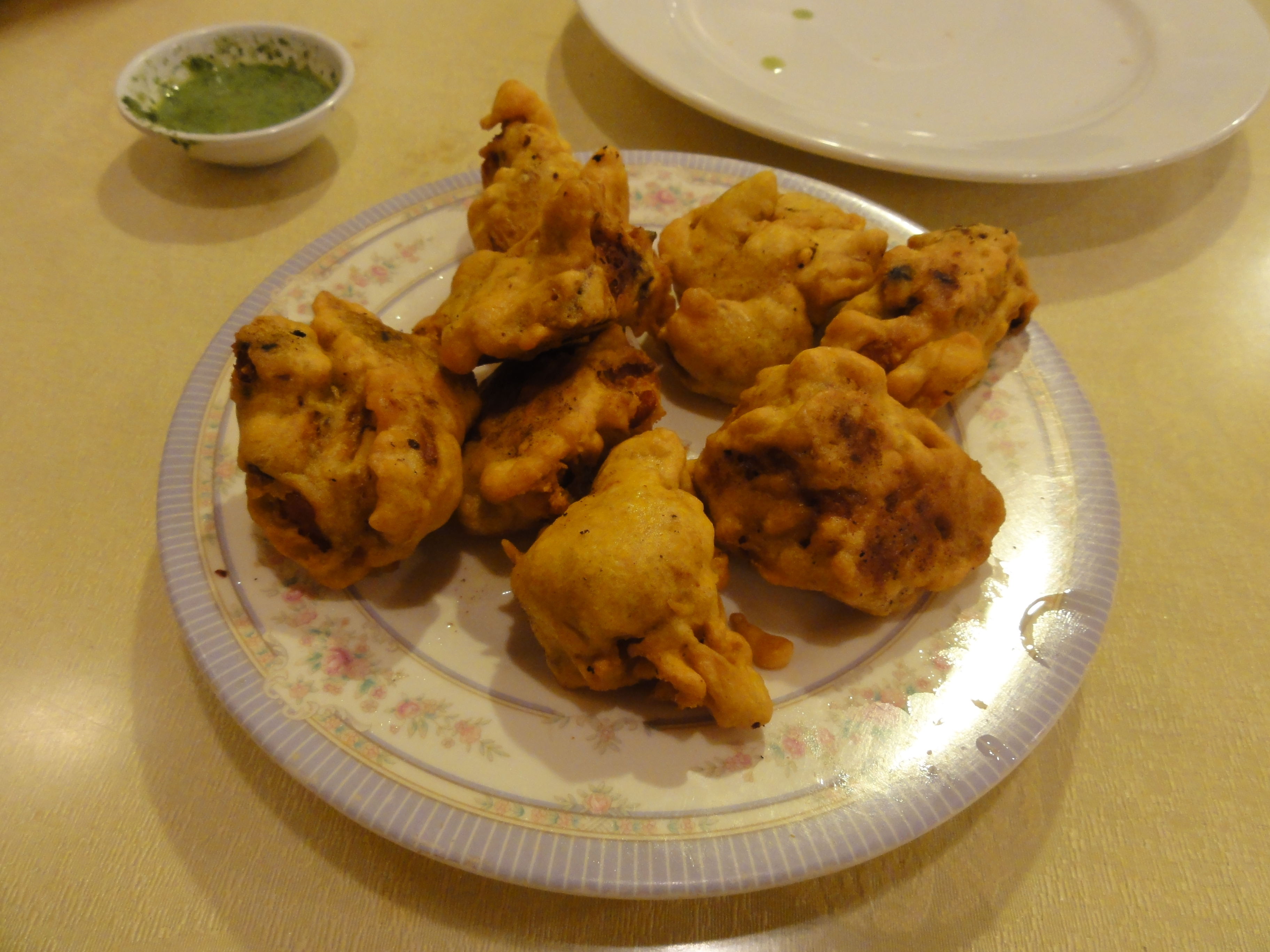
Poulet pakauda.
Crevettes awadhi.
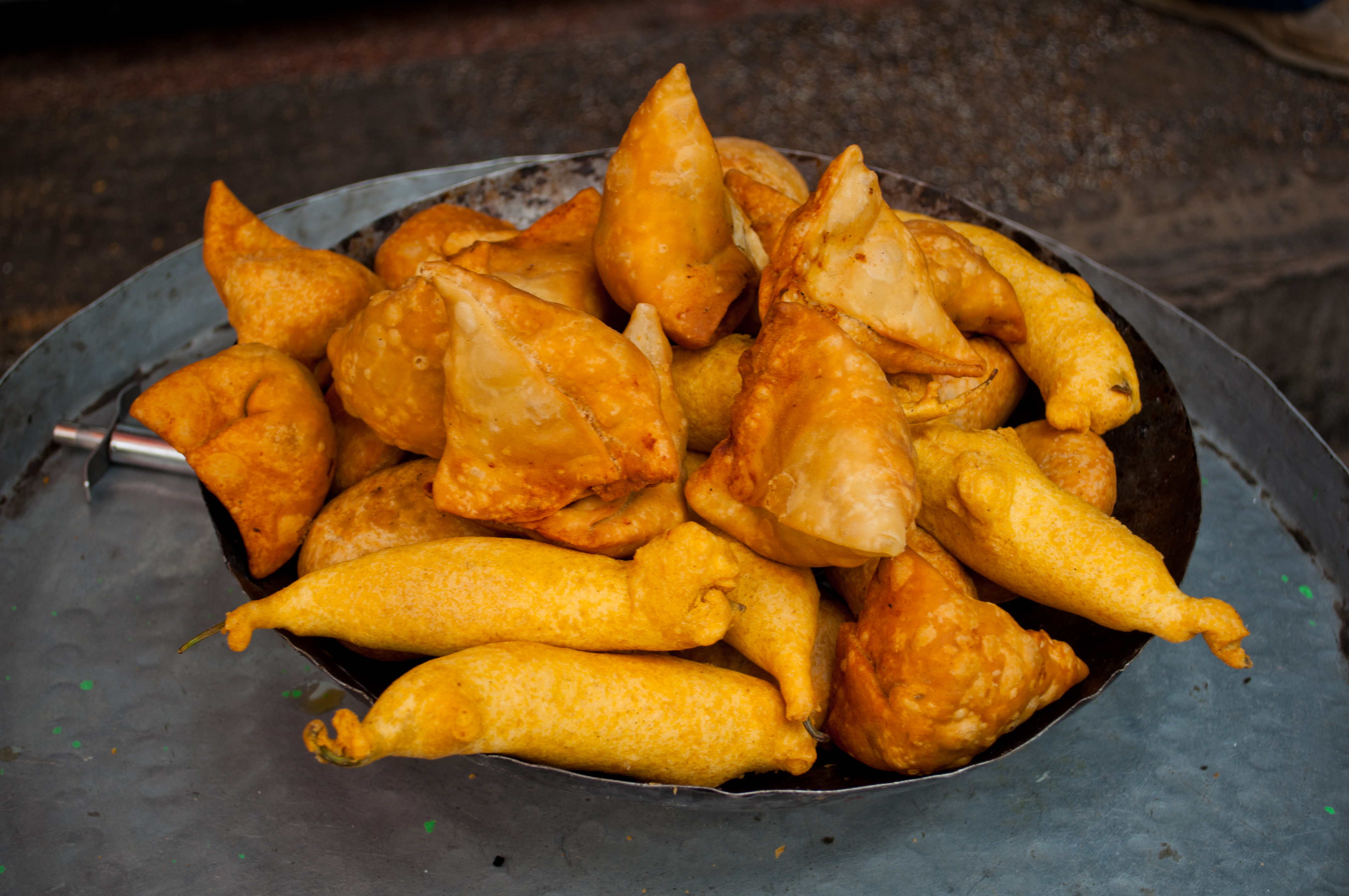
Samosa awadhi.
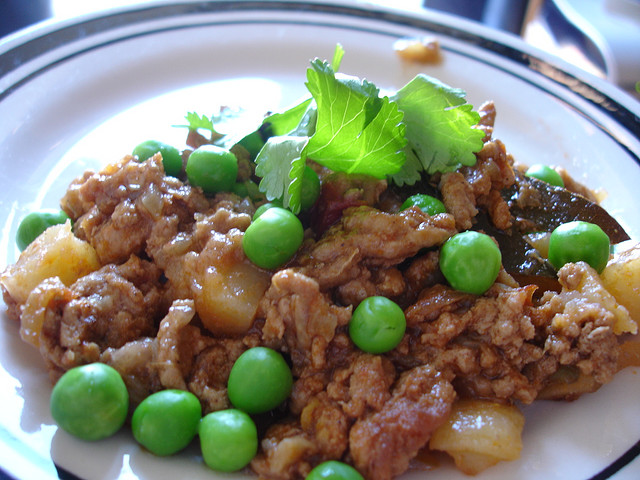
Kheema awadhi.
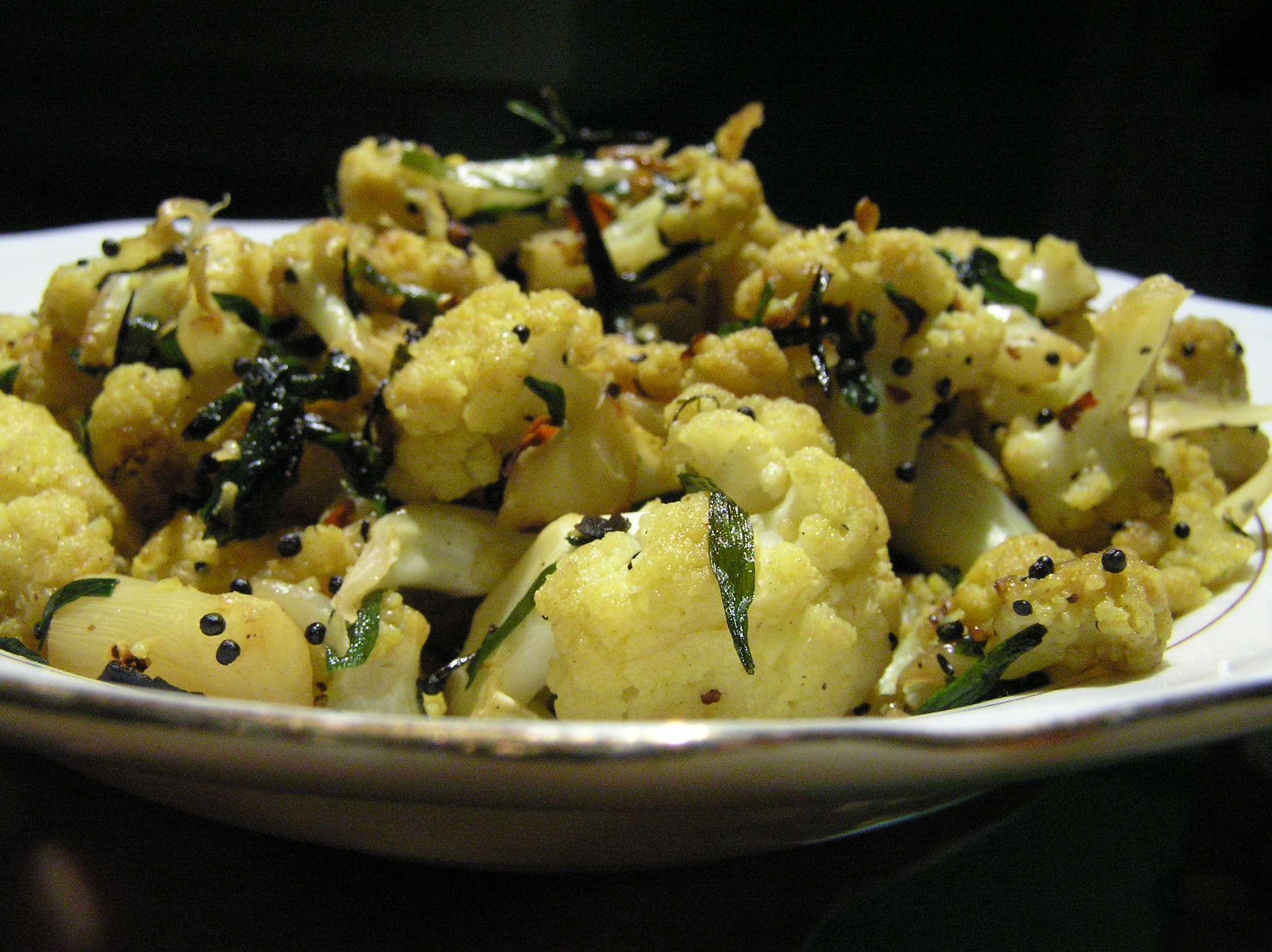
Gobhi awadhi.
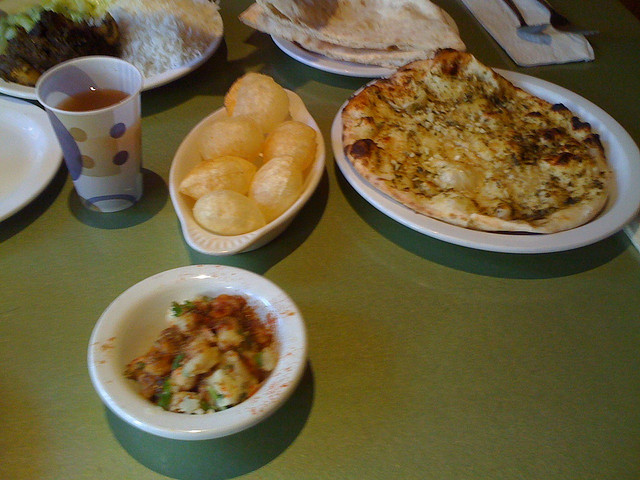
Chaat awadhi.
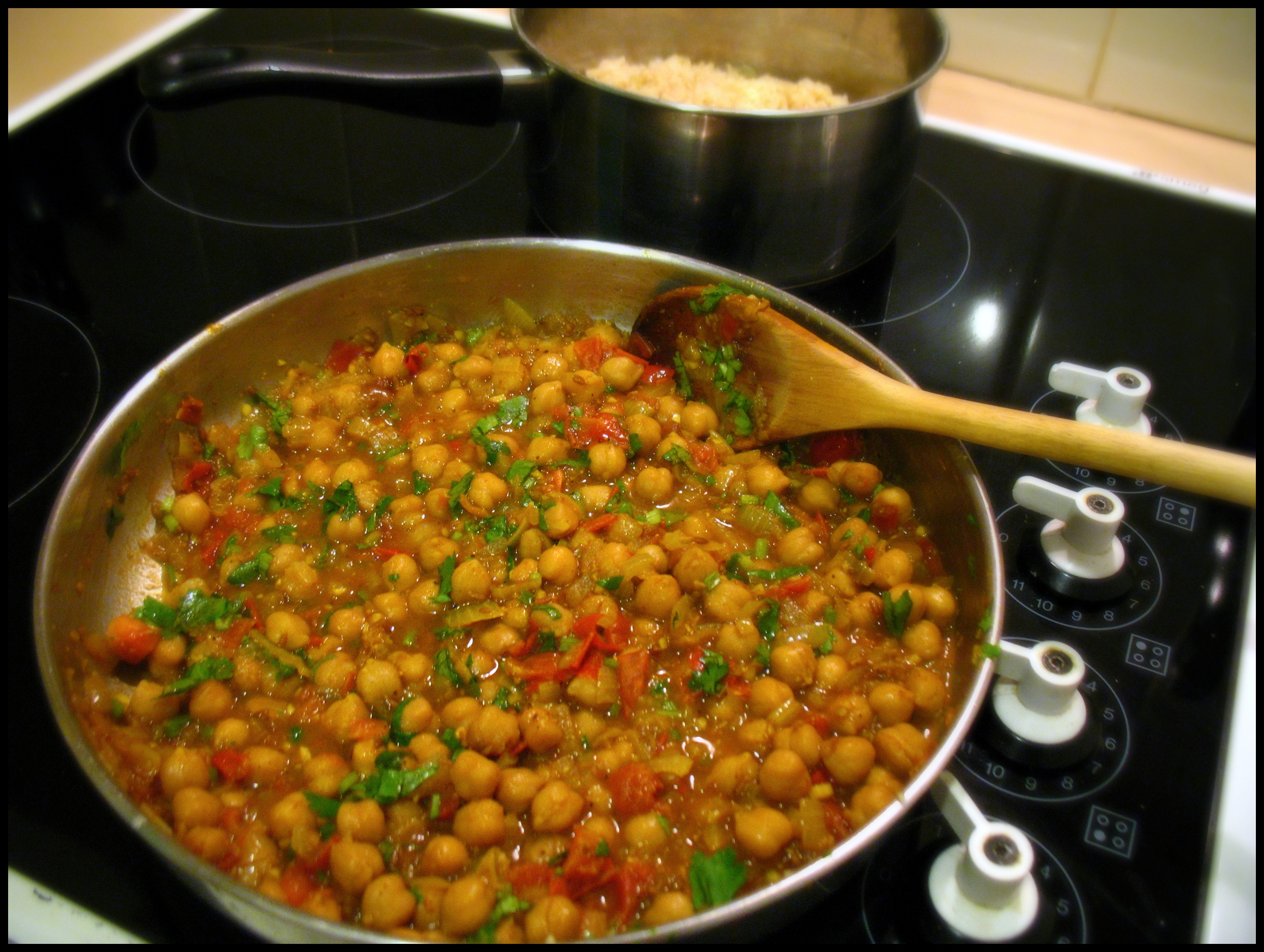
Chana awadhi.